# MHV 900-klassen
MHV 900-klassen er Marinehjemmeværnets nyeste skibsklasse. Den er en videreudvikling MHV 800-klassen og er ca 3,50 meter længere og adskillige tons tungere. Den forøgede størrelse gør skibsklassen i stand til medbringe 2 flydespærringer af 180 meters længde, hvilket giver det danske forureningsberedskab et mærkbart løft opad. Desuden er klassen udrustet med flere brandpumper og en vandkanon, så den også kan indsættes i brandbekæmpelse. Skibene indgår i Marinehjemmeværnets normale opgavekompleks.
| Pnt.   | Navn          | Kølen lagt   | Søsat              | Indgået            | Navngivet af                                       | Skæbne     | Kaldesignal |
| ------ | ------------- | ------------ | ------------------ | ------------------ | -------------------------------------------------- | ---------- | ----------- |
| MHV901 | Enø           | -            | 2003               | 18. oktober 2003   | Chef for Hjemmeværnet generalmajor Ulf Scheibye    | I tjeneste | OVLA        |
| MHV902 | Manø          | -            | 2. marts 2004      | 8. maj 2004        | Forsvarsminister Søren Gade                        | I tjeneste | OVLB        |
| MHV903 | Hjortø        | -            | 2004               | 29. januar 2005    | Chef for Hjemmeværnet generalmajor Jan S. Norgaard | I tjeneste | OVLC        |
| MHV904 | Lyø           | -            | 2005               | 30. september 2005 | Direktør i Beredskabsstyrelsen, Frederik Schydt    | I tjeneste | OVLD        |
| MHV905 | Askø          | -            | 30. maj 2006       | 4. juli 2006       | Chef for FMT, kontreadmiral Kristen Winther        | I tjeneste | OVLE        |
| MHV906 | Fænø          | -            | 2007               | 14. april 2007     | Borgmester i Frederikshavn Erik Sørensen           | I tjeneste | OVLF        |
| MHV907 | Hvidsten      | -            | 2007               | 8. marts 2008      | Borgmester i Aalborg, Henning G. Jensen            | I tjeneste | OVLG        |
| MHV908 | Brigaden      | -            | 2008               | 15. juni 2008      | H.M. Dronning Margrethe II                         | I tjeneste | OVLH        |
| MHV909 | Speditøren    | -            | 27. september 2008 | 18. januar 2009    | Miljøminister Troels Lund Poulsen                  | I tjeneste | OVLI        |
| MHV910 | Ringen        | -            | -                  | 16. maj 2009       | Chef for SOK, kontreadmiral Nils Christian Wang    | I tjeneste | OVLJ        |
| MHV911 | Bopa          | -            | -                  | 28. november 2009  | H.M. Dronning Margrethe II                         | I tjeneste | OVLK        |
| MHV912 | Holger Danske | 12. maj 2010 | 10. juni 2011      | 19. september 2011 | H.K.H Kronprinsesse Mary                           | I tjeneste | OVLL        |

- Marinehjemmeværnets MHV906 Fænø fra Frederikshavn
- Marinehjemmeværnets MHV903 Hjortø